# Sidasari (Cipari)
Sidasari is een bestuurslaag in het regentschap Cilacap van de provincie Midden-Java, Indonesië. Sidasari telt 4152 inwoners (volkstelling 2010).